# Scopelarchoides kreffti
Scopelarchoides kreffti is een straalvinnige vissensoort uit de familie van parelogen (Scopelarchidae). De wetenschappelijke naam van de soort is voor het eerst geldig gepubliceerd in 1972 door Johnson.